# جون أ. سانفورد
جون أ. سانفورد (بالإنجليزية: John A. Sanford)‏ هو كاهن أنجليكاني وعالم نفس وكاتب أمريكي، ولد في 26 يوليو 1929 في مورستاون ‏ في الولايات المتحدة، وتوفي في 17 أكتوبر 2005.

## وصلات خارجية
- الموقع الرسمي